# Alexandre Roussel
Alexandre Roussel (* 1701 oder 1702 in Uzès in Südfrankreich; † 30. November 1728 in Montpellier) war ein hugenottischer Prediger. Er gilt als evangelischer Märtyrer. (Im deutschsprachigen Raum findet sich häufig die eingedeutschte Namensvariante Alexander Roussel, bisweilen auch die fälschliche Schreibweise Alesandre Roussel.)

## Leben
Alexandre Roussel wurde als Spross einer vornehmen Familie geboren. Er wuchs in den Gefahren der Kamisardenkriege auf. Seine als sehr fromm geltende Mutter zog ihn im evangelischen Glauben auf. Er fühlte sich früh zum geistlichen Amt berufen, trotz der zahlreichen Todesurteile gegen Hugenotten, die unter Nicolas de Lamoignon von Basville (1648–1724), dem Intendanten der Languedoc, gefällt wurden.
Das königliche Edikt vom 14. Mai 1724 sorgte für eine Verschärfung der Verfolgung der Hugenotten. 
Roussel war 25 Jahre alt, als sich Antoine Court, beeindruckt von seiner Frömmigkeit, seiner annahm. Als evangelisch-reformierter Geistlicher musste Roussel aufgrund des genannten Edikts in den Untergrund gehen. Die Prediger der Untergrundgemeinde wurden als „Hirten der Wüste“ bezeichnet. Roussel gelang mehrmals die Flucht vor seinen Verfolgern. Zwei Jahre lang konnte der junge Geistliche so als Wanderprediger in den Cevennen überleben. 

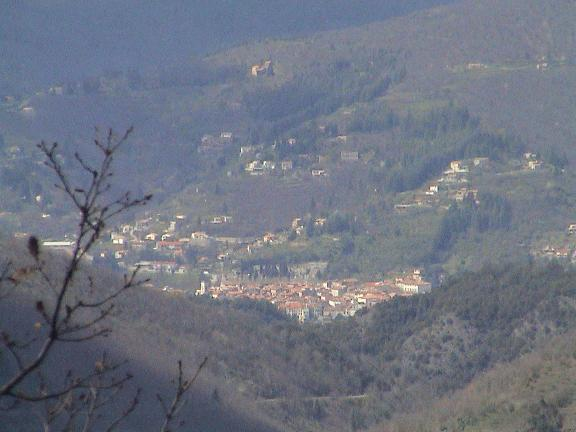
Blick von den Bergen auf
Le Vigan

Er wurde aber für ein Kopfgeld verraten, als er an einer Versammlung nahe Le Vigan und Aulas teilnahm, die er als Letzter verlassen wollte. So wurde er am 10. Oktober 1728 festgenommen, wobei er weder fliehen konnte noch Anstalten dazu machte. Dann wurde er gefesselt und geknebelt zunächst nach Le Vigan gezerrt, wobei er auf dem gesamten Weg verspottet und misshandelt wurde. Anschließend wurde er vor Gericht gestellt. Während der Verhandlung fragte ihn der Richter: „Was ist ihr Geschäft?“ Roussel antwortete: „Das Evangelium zu predigen.“ „Wo haben sie gepredigt?“ Roussel antwortete: „Wo immer ich Christen versammelt fand.“ Weiter fragte der Richter: „Wo war ihr Wohnsitz?“ Roussels Antwort: „Unter dem Himmelszelt.“ Roussel wurde auf Betreiben des Kardinals André-Hercule de Fleury, vormals Bischof von Fréjus, zum Tode durch Hängen verurteilt. Danach wurde er mit zwei Kameraden in der Zitadelle inhaftiert, die von Anhängern der Reformation seit langem als „Haus der Gläubigen“ bezeichnet wurde. Fünf oder sechs der Dragoner, die Roussel festgenommen hatten, bewachten sein Gefängnis. 
Später wurde er nachts von einigen Grenadieren nach Montpellier verbracht, wo er in der Zitadelle inhaftiert wurde, in der schon vorher zahlreiche hugenottische Pastoren gefangen gehalten worden waren. Mithin wurde diese Zitadelle ebenfalls seit längerem als „Haus der Gläubigen“ bezeichnet. Als Roussels Mutter von seiner Verhaftung hörte, warf sie sich dem 7. Herzog von Uzès, Jean Charles de Crussol (Lebenszeit 1675–1739, Regierungszeit 1693–1739), dem Gouverneur der Saintonge, zu Füßen, dessen Amme sie einmal war, und bat ihn, dass er sich für seinen Ziehbruder einsetzen möge. Der Herzog bemühte sich, den jungen Mann zu retten, verhielt sich aber opportunistisch und antwortete, dass er Alexandre Roussel nur retten könne, wenn dieser abschwöre. Die Mutter lehnte diesen Vorschlag beleidigt ab. Sie eilte mit ihrem Schwiegersohn und anderen Freunden zu Roussels Gefängnis. „Mein Sohn“, sprach sie zu ihm, „du hast zu Gott statt zu den Heiligen gebetet. Das ist ein Verbrechen in Frankreich, für das einem keine Gnade entgegengebracht wird. Du wirst dem zum Opfer fallen. Wir haben in der Tat viele Freunde, die viel erreichen können, aber sie haben mir gesagt, dass sie in jeder anderen Sache alles unternehmen würden, aber für jemanden, der Gott anruft, wird sich niemand einsetzen.“ Der Gefangene beruhigte seine Mutter und schien sich sogar auf sein bevorstehendes, wie er offenbar hoffte, seliges Ende zu freuen. Als weiterer Rettungsversuch riet der Herzog Alexandre Roussel, Wahnsinn vorzutäuschen. Dieser lehnte dankend ab, mit dem Hinweis, er sei noch nie so klar bei Verstand gewesen wie in dieser Situation. Er wurde von Jesuiten gebeten, dem evangelischen Glauben abzuschwören; auch wurde ihm eine erhebliche Bestechungssumme angeboten, falls er zum Katholizismus übertreten würde. Roussel lehnte auch dies ab. 
Kurz darauf betraten die Offiziellen und der Henker gemeinsam das Gefängnis. Roussel kniete nieder und betete um Mut für seine letzte Reise. Es folgte Roussels Hinrichtung auf der Place du Pérou von Montpellier. Er wirkte ruhig und ernst und sang den 51. Psalm, als er, barhäuptig und barfüßig, bereits mit dem Strick um den Hals, zur Richtstätte ging. Vor dem Galgen kniete er nieder und betete. Dann stieg er die Leiter hinauf, wobei er, so die Überlieferung, rief: „Vater, vergib ihnen; denn sie wissen nicht, was sie tun!“ (Vergleiche das Kreuzeswort Lk 23,34  und Johann Hüglin.) Dann wandte er sich dem Henker zu und sagte: „Ich vergebe dir und allen, die mir Böses tun, von Herzen.“ Alexandre Roussel starb schnell am Galgen im Alter von nur 26 Jahren. Dies geschah am 30. November 1728.

## Nachleben
Es heißt, Roussels Mutter habe keinesfalls niedergedrückt reagiert. Stattdessen soll sie sich gefreut haben, dass er mit seinem Märtyrertod über alle sichtbaren und unsichtbaren Feinde triumphiert habe. Court besuchte sie, um ihr Trost zu spenden. Zu ihm soll sie voller Überzeugung gesagt haben: „Wenn mein Sohn irgendwelche Schwäche gezeigt hätte, würde ich mich niemals darüber trösten können. Aber, da er standhaft gestorben ist, wie muss ich nicht Gott danken, der ihn standhaft gemacht hat!“
Roussel wurde unter dem Wall der Zitadelle von Montpellier beerdigt. Neben ihm wurde später, im Jahre 1732, Pierre Durand, ein weiterer evangelischer Märtyrer, bestattet.
Über Roussels Martyrium wurde bald das Klagelied Complainte de la mère de Roussel gedichtet, das sich von Mund zu Mund unter den evangelischen Franzosen verbreitete. Seine Mutter wird darin mit Maria verglichen, durch deren Herz, in Anlehnung an die biblische Formulierung Lk 2,35 , unter ihres Sohnes Kreuz ein scharfes Schwert drang. Dem ungenannten Verräter wird in dem Lied der Lohn seines „Landsmannes“ Judas versprochen, dessen postmortale Residenz und deren Gastgeber er nun teilen solle. Die entsprechenden vier Strophen sind nicht mehr vollständig erhalten, der übrige Text kann in französischer Sprache auf antiwarsongs.org eingesehen werden, eine Audiodatei zu dem Lied findet sich auf jpc.de.
Alexandre Roussel war, wie im vorigen Kapitel erwähnt, ein Freund des Antoine Court. In diesem Zusammenhang ist ein Privatbrief von Benjamin du Plan an Court vom 25. Dezember 1728 erhalten, in dem Roussels Tod ausführlich kommentiert wird. Du Plan drückt darin unter Verwendung biblischer Vergleiche seine Hoffnung aus, dass Roussels Beispiel die evangelische Kirche Frankreichs ermutigen möge. Nach dem Tod Roussels wurde die Verfolgung der evangelischen Prediger, insbesondere Antoine Courts, verschärft. So sei als späteres Beispiel für Hinrichtungen evangelischer Prediger unter Ludwig XV. Matthias Desubas (1720–1746) genannt. Die letzte Hinrichtung eines Pastors war die des François Rochette am 6. Februar 1762 in Toulouse.
In Aulas, nahe dem Ort, an dem Roussel festgenommen wurde, steht ein Denkmal für ihn und die evangelischen Märtyrer François Bénézet (1726–1752) und Étienne Teissier, genannt Lafage (1721–1754).

## Gedenktag
30. November im Evangelischen Namenkalender. 
In den entsprechenden deutschsprachigen kalendarischen Listen ist die eingedeutschte Namensvariante vorherrschend.
Der Gedenktag wurde vor der Einführung des offiziellen Namenkalenders bereits geführt in:
- Theodor Fliedner: Buch der Märtyrer, Kaiserswerth 1849/1859, Bd. 4, S. 1399–1404
- Ferdinand Piper: Evangelischer Kalender in Zeugen der Wahrheit, Berlin 1874/1875, Bd. 1, S. 14–25, bereits vorher im Evangelischen Jahrbuch, siehe Quellen
- Preußischer Evangelischer Oberkirchenrat: Namenkalender für das deutsche Volk, Berlin 1876
- Jörg Erb: Die Wolke der Zeugen, Kassel 1951/1963, Bd. 4, S. 508–520